# Fissidens ruwenzorensis
Fissidens ruwenzorensis là một loài Rêu trong họ Fissidentaceae. Loài này được Thér. & Naveau mô tả khoa học đầu tiên năm 1927.